# Georges de Samchvildé
 (février 2017).
Si vous disposez d'ouvrages ou d'articles de référence ou si vous connaissez des sites web de qualité traitant du thème abordé ici, merci de compléter l'article en donnant les références utiles à sa vérifiabilité et en les liant à la section « Notes et références ».
Georges de Samchvildé (mort vers 1305) est un prince géorgien du XIIIe siècle, de la famille des Bagrations.
Georges Bagration est le fils cadet du roi Vakhtang III de Géorgie et de son épouse, une princesse de la maison Chabouridzé d'Aragvi.
Georges est mentionné avec son frère aîné Démétrius par la Chronique géorgienne de Vakhoucht Bagration, qui rajoute qu'il reçoit en apanage le duché de Samchvildé. Il meurt probablement avant son père, vers 1305.